# ギャヴィン・オコナー
ギャヴィン・オコナー（Gavin O'Connor、1964年 - ）は、アメリカ合衆国の映画監督、脚本家、映画プロデューサー、俳優である。

## 経歴
1964年、ニューヨーク州ロング・アイランドに生まれる。ペンシルベニア大学卒業後にニューヨークへ戻り、舞台や短編映画の脚本を執筆する。
1995年、恋愛映画『Comfortably Numb』で長編監督デビューを果たす。1999年の『Tumbleweeds』では、監督のほかに出演や脚本も手がけた。2004年、カート・ラッセル主演の『ミラクル』を監督する。2008年には、13年間の構想を経た末にジョー・カーナハンとの共同脚本によって『プライド&グローリー』を完成させる。2011年、総合格闘技映画『ウォーリアー』を手がける。
2016年、ナタリー・ポートマンを主演に迎えた西部劇『ジェーン』が公開される。同年、ベン・アフレック主演のスリラー映画『ザ・コンサルタント』が公開される。

## フィルモグラフィー

### 長編映画
| 年   | 題名                                 | 役割             |
| ---- | ------------------------------------ | ---------------- |
| 2004 | ミラクル Miracle                     | 監督             |
| 2007 | エターナル・キス Elvis and Anabelle  | 製作総指揮       |
| 2008 | プライド&グローリー Pride & Glory    | 監督・脚本       |
| 2011 | ウォーリアー Warrior                 | 監督・脚本・製作 |
| 2016 | ジェーン Jane Got a Gun              | 監督             |
| 2016 | ザ・コンサルタント The Accountant    | 監督・製作総指揮 |
| 2020 | ザ・ウェイバック The Way Back        | 監督・製作       |
| 2025 | ザ・コンサルタント2 The Accountant 2 | 監督             |

### 短編映画
| 年   | 題名             | 役割                   |
| ---- | ---------------- | ---------------------- |
| 1995 | Comfortably Numb | 監督・脚本・製作       |
| 1999 | Tumbleweeds      | 監督・脚本・製作・出演 |

### テレビドラマ
| 年        | 題名                           | 役割             |
| --------- | ------------------------------ | ---------------- |
| 2004-2005 | クラブハウス Clubhouse         | 監督・脚本       |
| 2013-2014 | ジ・アメリカンズ The Americans | 監督・製作総指揮 |